# Polydema
Polydema là một chi bướm đêm thuộc họ Gracillariidae.

## Các loài
- Polydema hormophora (Meyrick, 1912)
- Polydema vansoni Vári, 1961